# ATP Challenger Happy Valley
Das ATP Challenger Happy Valley (offizieller Name: City of Onkaparinga ATP Challenger) war ein Tennisturnier in Happy Valley, Australien, das von 2015 bis 2017 ausgetragen wurde. Es war Teil der ATP Challenger Tour und wurde im Freien auf Hartplatz ausgetragen.

## Liste der Sieger

### Einzel
| Jahr | Sieger          | Finalgegner      | Ergebnis  |
| ---- | --------------- | ---------------- | --------- |
| 2017 | Peter Gojowczyk | Omar Jasika      | 6:3, 6:1  |
| 2016 | Taylor Fritz    | Dudi Sela        | 7:67, 6:2 |
| 2015 | Ryan Harrison   | Marcos Baghdatis | 7:68, 6:4 |

### Doppel
| Jahr | Sieger                               | Finalgegner                            | Ergebnis          |
| ---- | ------------------------------------ | -------------------------------------- | ----------------- |
| 2017 | Hans Podlipnik-Castillo Max Schnur   | Steven De Waard Marc Polmans           | 7:65, 4:6, [10:6] |
| 2016 | Matteo Donati Andrei Golubew         | Denys Moltschanow Alexander Nedowessow | 3:6, 7:65, [10:1] |
| 2015 | Andrei Kusnezow Alexander Nedowessow | Alex Bolt Andrew Whittington           | 7:5, 6:4          |